# Alíkambos
Alíkambos, en grec moderne : Αλίκαμπος, est un village du dème d'Apokóronas, dans le district régional de La Canée, de la Crète, en Grèce. Selon le recensement de 2011, la population d'Alíkambos compte 198 habitants.
Le village est situé à 40 km de La Canée, sur la route de Sfakiá et à une altitude de 310 mètres.